# Камфен ан Певел
Камфен ан Певел (фр. Camphin-en-Pévèle) насеље је и општина у североисточној Француској у региону Север-Па д Кале, у департману Север која припада префектури Лил.
По подацима из 2011. године у општини је живело 2115 становника, а густина насељености је износила 327,91 становника/km². Општина се простире на површини од 6,45 km². Налази се на средњој надморској висини од 50 метара (максималној 56 m, а минималној 37 m).

## Демографија
| 1962. | 1968. | 1975. | 1982. | 1990. | 1999. | 2011. |
| ----- | ----- | ----- | ----- | ----- | ----- | ----- |
| 1.038 | 1.076 | 1.123 | 1.212 | 1.341 | 1.570 | 2.115 |

График промене броја становника у току последњих година